# Di canti di gioia
Di canti di gioia (en español: De cantos de alegría) es el himno estudiantil universitario de Italia.

## Orígenes
El himno fue escrito por G. Melilli y G. Gizzi en 1891 y viene de una tradición estudiantil y goliárdica italiana que tiene raíces en el Renacimiento.
El texto evoca muchos de los hechos que legaron los estudiantes en aquel período histórico. En casi todos los ateneos italianos, los estudiantes participaron en el año 1848 en hechos sangrientos.
El terceto central del texto describe sintética y poéticamente dichos hechos:
| Ribelli ai tiranni di sangue bagnammo Le zolle d'Italia tra l'armi sposammo In sacro connubio: la patria e il saper | Rebeldes a los tiranos de sangre bañamos Con los terrones de Italia entre armas nos casamos En sagrado matrimonio: la patria y el saber |

En enero de ese año, en Pavía, los estudiantes tuvieron encuentros con tropas de ejército austriaco. Hubo numerosas víctimas entre los estudiantes.
El 8 de febrero siguiente, en Padua, los disturbios empezaron con el herimiento de un estudiante en el Café Pedrocchi, ubicado frente al Edificio Bo, sede de la Universidad de Padua.
A finales de mayo, en Mantua, en la batalla de Curtatone y Montanara participó el Batallón de la Guardia Universitaria de Toscana, con 32 profesores a la cabeza de 389 estudiantes.
Los estudiantes fueron uno de los elementos centrales en todos los disturbios de ese período. Tanto, que en Urbino, en 1831, uno de estos disturbios se llamó la Revolución de los doctores.
Todo lo anterior se canta en la parte central. La tercera y quinta tercinas constituyen la parte que desarrollan los goliardos en paz:
| Di canti di gioia, di canti d'amore Risuoni la vita mai spenta nel cuore Non cada per essi la nostra virtù. | Que de cantos de alegría, de cantos de amor Resuene la vida nunca apagada en el corazón Que no caiga por ellos nuestra virtud. |

- Datos: Q3025774